# ヴァレンホルスト
ヴァレンホルスト (ドイツ語: Wallenhorst) は、ドイツ連邦共和国ニーダーザクセン州オスナブリュック郡の町村（以下、本項では便宜上「町」と記述する）である。1972年の市町村再編により、それまで独立した町村であったヴァレンホルスト、ホラーゲ、ルレ、レヒティンゲンが合併し、現在の町域が形成された。かつての町村は現在ヴァレンホルスト町内の地区となっている。

## 地理

### 位置
ヴァレンホルストは、自然・ジオパーク TERRA.vita の中央部、ヴィーエン山地の南の支脈沿いのオスナブリュッカー・ラントに位置する。この町は、南に境を接するオスナブリュックの都市圏に属し、市の中心から約 7 km の距離にある。この他の隣接する市町村は、北がブラームシェ、東がベルム（ともにニーダーザクセン州オスナブリュック郡）、西がロッテ（ノルトライン＝ヴェストファーレン州シュタインフルト郡）である。

## 歴史

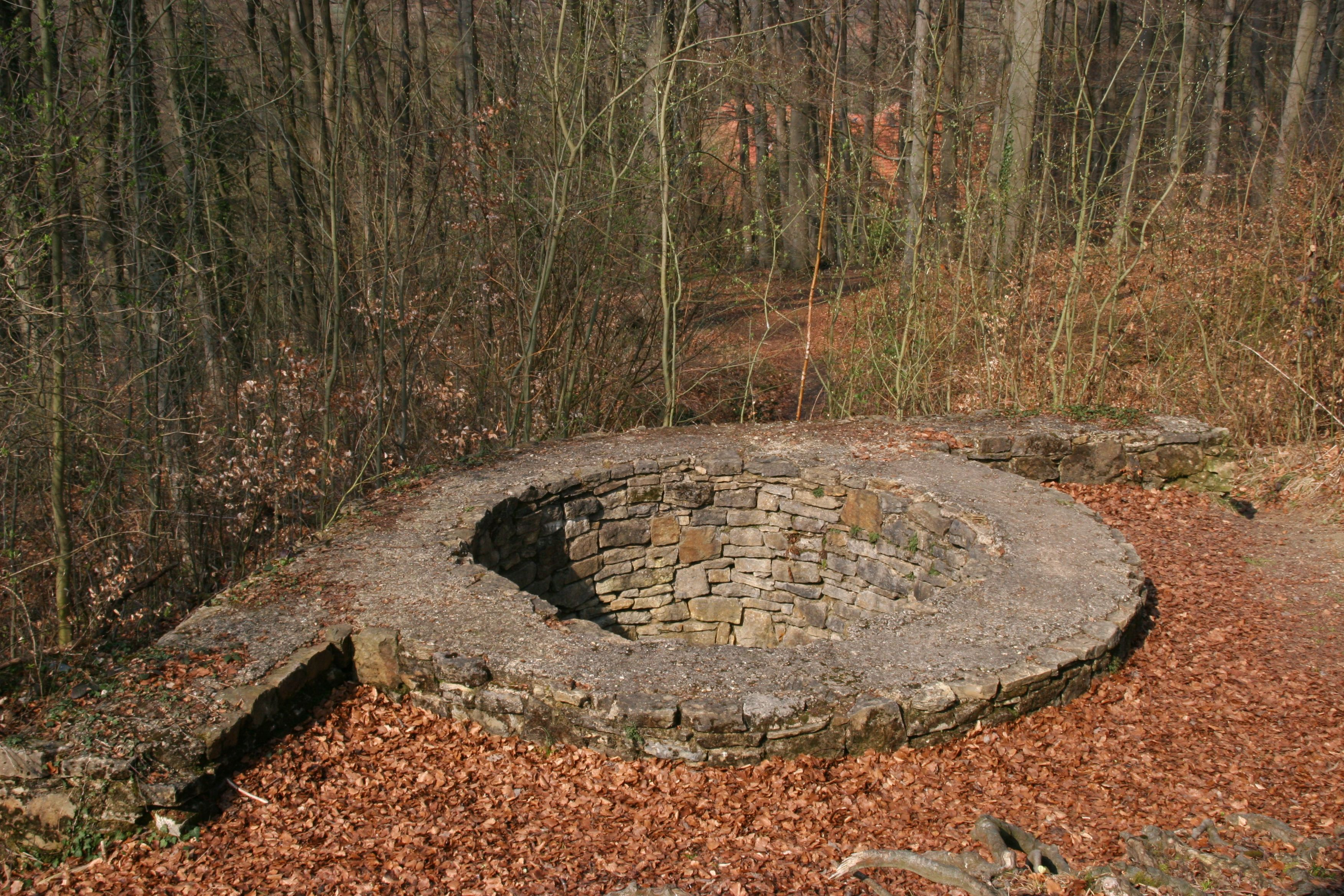
ヴィテキンツブルクの遺構

ルレ地区には、巨石文化時代の巨石墓「ヘルミヒシュタイネ」がある。これは町内最古の定住の証拠である。ルレにはヴィテキンツブルクもある。これは中世初期の防衛施設である。
ヴァレンホルストの最も古い部分にあたる、中心部の東に位置するアルテス・ドルフには、おそらくキリスト教伝来以前の8世紀の聖域がある。これはマイヤーホーフの敷地内にあり、すぐ隣には別の農家が存在している。聖域の基礎は旧聖アレクサンダー教会建設に利用された。ヴェレンホルストはラテン語の伝説「De miraculis sancti Alexandri（聖アレクサンダーの奇蹟）」に Walonhurst として初めて記述されている。ここでは、851年に視力を奪われた Wetrih がキリスト教の殉教者ローマのアレクサンダーを出迎えた時、奇蹟によって視力を取り戻した。ヘルンシャー・ホーフは荘園の1つであり、1223年に初めて文献に記録されているが、おそらく創設はその200年ほど前と推測されている。アルテス・ドルフの北、ペンテ方面にある農場はかつての所有者のジッペであるヘルンシェマイヤーにちなんだ名称で呼ばれているが、1910年または1911年以降この家門の所有ではない。
ヴァレンホルストの中心は、19世紀末に新聖アレクサンダー教会が完成した後、西のノイエス・ドルフに移った。新しい教会は、15世紀からあるゴシック様式のアンナ礼拝堂の近くのボークホルトに建設された。ボークホルトは15世紀から16世紀のオスナブリュック司教領の参事会集会所であった。アルテス・ドルフは連邦道 B68号線の東側で農村の性格を保持している。

### 町村合併
1972年7月1日に、ホラーゲ、レヒティンゲン、ルレがこの町に合併した。

## 住民

### 人口推移
以下の表は、各年の12月31日時点での町域における人口を示している。
数値は、1987年5月25日の人口調査結果に基づくニーダーザクセン州統計およびコミュニケーション技術局の研究結果である。
1961年（6月6日）と1970年（5月27日）の数値は、1972年7月1日に合併した地域の人口を含む人口調査の結果である。町域は1975年7月1日に現在の形になった。
| 年   | 人口（人） |
| ---- | ---------- |
| 1961 | 9,700      |
| 1970 | 13,879     |
| 1987 | 20,752     |
| 1990 | 21,604     |
| 1995 | 22,844     |
| 2000 | 23,293     |
| 2005 | 24,135     |
| 2010 | 23,706     |
| 2011 | 23,557     |
| 2014 | 23,001     |
| 2015 | 23,018     |

### 宗教

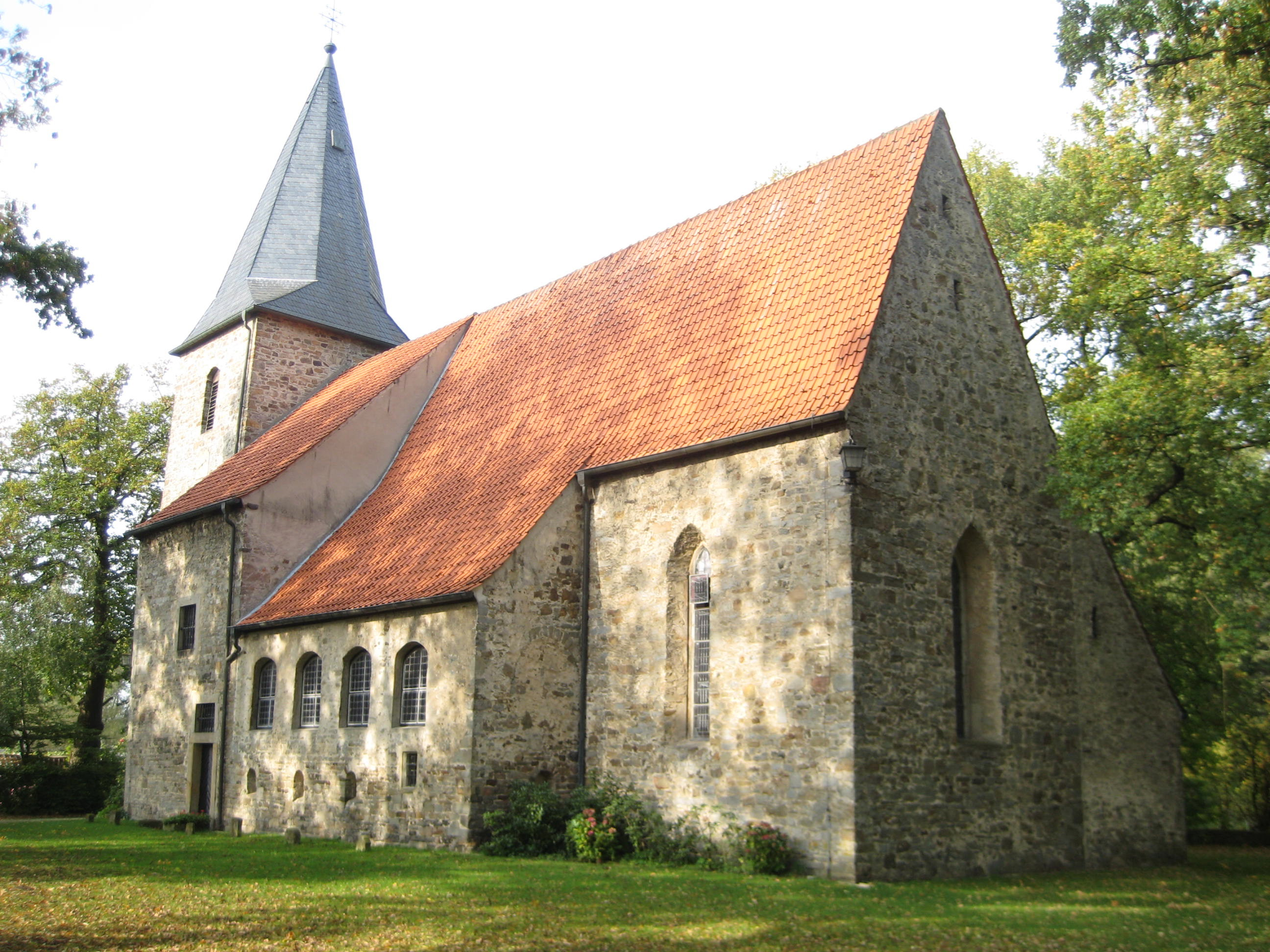
旧聖アレクサンダー教会

ヴァレンホルストでは、カトリックが優勢である。町の紋章の十字はこの事実を反映しており、紋章の4つの菱形は4つの地区を表している。約15,000人のカトリック信者は聖アレクサンダー教会（ヴァレンホルスト、レヒティンゲン）、聖ヨーゼフ教会（ホラーゲおよびホラーゲ東）、聖ヨハネス教会（ルレ）に属している。カトリック教会の他に福音主義ルター派教会組織が2つある: アンドレアス教会（ホラーゲおよびアルト＝ヴァレンホルスト）とパウル＝ゲルハルト教会（レヒティンゲン、ルレおよびオスナブリュックのハステ市区）。信者数は合わせて約 5,000人である。
ルレ地区には、1246年/47年から1803年までシトー会女子修道会のルレ修道院があった。

## 行政

### 議会
ヴァレンホルスト町の町議会は34議席で構成されている。これは人口20,001人から25,000人の自治体に対して定められている議員定数である。34人の議員は、5年ごとに自治体の選挙により選出される。
この他に町長が議会での投票権を有している。

### 紋章
図柄: 緑地に銀のリング。対角線上に、先端を紋章の中心に向けて配された4つの銀の菱形。菱形の先端は互いに接しない。
4つの銀の菱形は、かつての4つの町村、すなわちヴェレンホルスト、ホラーゲ、レヒティンゲン、ルレを意味している。これらがリングによって輪の形に結びついている。輪は、同時に、オスナブリュック司教の紋章デザインでもある。さらにこのデザインは町の名前を意味してもいる。これは、ヴァレンホルスト (Wallenhorst) を Wall（土塁）で囲まれた Horst（陣地）とする解釈に基づく。中央の円形が菱形によって削られたことで表現される十字は、ザクセン戦争やこの地の布教を連想させる。紋章の緑色は、構成地区に由来するものではなく、活き活きとした自然を意味するものとして選ばれ、ヴァレンホルストの魅力的な環境を意味している。
この紋章は、紋章学者のハンス＝ハインリヒ・レクラムによってデザインされた。

#### 旧紋章
図柄: 赤地で、基部から一部がのぞく金の輪。6本のスポークのうち2本が完全に見えている。この輪の上に歩く金の雌鶏。その上部の両角付近に金の先広十字がどこにも接しない配置で描かれている。
この紋章の中心となる意匠は雌鶏である。他の教会では普通は雄鳥が掲げられるのに対して、ヴァレンホルストの旧アレクサンダー教会の尖塔にはこの雌鶏が掲げられていた。このため雌鶏は、この町のシンボルと見なされるようになった。輪は、中世初期から幾度もこの地域と関係を持った、オスナブリュック司教およびオスナブリュック市の紋章の意匠である。2つの十字はこの町の旧教会と新教会を表わしている。金色は、かつて雌鶏が金色であったこと（1711年の補佐司教オットーの募金依頼状）に由来する。赤色は、ニーダーザクセンの紋章の地色である。

### 姉妹自治体
- スタビグダ（ドイツ語版、英語版）（ポーランド、ヴァルミア＝マズールィ県）2002年6月[7]
- プリヴェルノ（イタリア、ラツィオ州）2008年3月[8]

また、ドイツ、メクレンブルク＝フォアポンメルン州のミローと1990年から友好都市関係を結んでいる。

## 文化

### 栄誉
2001年からヴァレンホルストで、ボランティアに積極的に取り組んだ人物に「衝撃の石」が授与されている。テーマと受賞者の決定は、地域生活に関わるあらゆる分野からのボランティアで形成される審査委員会で決定される。この賞は、「衝撃の日」の夕方のイベントで贈呈される。

## 経済と社会資本

### メディア
オスナブリュックで、「オスナブリュック北」ローカル面を持つ日刊紙「ノイエ・オスナブリュッカー・ツァイトゥング」が刊行されている。
「ビュルガー＝エコー」は、14日ごとに刊行されるローカル情報誌であり、ヴァレンホルストのホラーゲ地区、レヒティンゲン地区、ルレ地区、ヴァレンホルスト地区およびオスナブリュックのパイ地区で刊行されている。この雑誌はビュルガーフェライン・ヴァレンホルスト e.V. が発刊している。
「ヴァレンホルスター」は2016年夏に設立されたヴァレンホルスト町の情報ポータルで、ニュースやスケジュールが掲載される。「ヴァレンホルスター」は無料アプリおよびオンラインマガジンの形で提供されている。

### 教育
ヴァレンホルスト地区には、実科学校 1校、本課程・基礎課程学校 1校があり、ルレとレヒティンゲンには基礎課程学校がそれぞれ 1校、ホラーゲには基礎課程学校が 2校ある。
ヴァレンホルストには WABE-センター - クラウス＝バールゼン＝ハウスがある。これはオスナブリュック大学エコトロフォロジー課程（栄養学の一分野）の研究施設である。この他、同じ敷地内に農学部および造園学部の研究施設としての「ヴァルトホーフ」（林園）がある。
「コンピテンス・センター ISOBUS e.V.」(CCI) は、農業機械用データ伝送システムである ISOBUS の技術的改善、導入加速、国際的普及を目指す登録団体である。本社は「ヴァルトホーフ」研究施設内にある。

### 通勤者
ヴァレンホルストは、2013年現在、この町から町外へ通勤する社会保険支払い義務のある労働者（以下、「通勤者」と記述する）が 7,551人いる。このうち、4,484人がヴァレンホルストからオスナブリュックへの通勤者である。これに対して、逆に、町外からこの町への通勤者は 4,116人で、このうち1,111人がオスナブリュックからヴァレンホルストへの通勤者である。

### 交通

#### 道路
連邦アウトバーン A1号プットガルデン - ザールブリュッケン線がヴァレンホルストを通っている。この町は、オスナブリュック北インターチェンジから直接アクセスできる。さらに、連邦道 B68号クロッペンブルク - シェルフェーデ線や州道 L109号線がこの町を通っている。
観光街道では、巨石文化街道とブラムガウ・ルートがヴァレンホルスト町内を通っている。

#### バス
ヴァレンホルストは、オスナブリュック交通会社の旅客バス路線 541号線、581 - 586号線、610号線で結ばれている。主な運行管理会社は、オスナブリュック市施設局AGのバス管理部門とヴェーザー＝エムス・バス GmbH である。これにより、ヴァレンホルスト、ホラーゲ、ルレ、レヒティンゲンから、密な間隔（通常 20 - 40分ごと）でオスナブリュックへのバスが運行している。また、1時間ごとにブラームシェ経由でフュルステナウへのバス路線があり、さらにイッカー経由ダメ行きのバスも数本ある。
ヴァレンホルストとオスナブリュックとの間は通勤客の往来が非常に多く、このため町は各地区からオスナブリュックへのバス路線に対して補助金を出している。

#### 鉄道
ヴァレンホルストには駅がない。最寄りの駅は、町境からわずか 1 km 西にあるロッテのハーレン駅である。ここでは1時間ごとにオスナブリュックとブレーメンとを結ぶレギオナルバーン RB 58号線の列車が発着する。北側の最寄り駅はブラームシェ駅である（路線バス610号線で行くことができる）。ここでは 上述の RB 58号線の他にレギオナルエクスプレス RE 18 号線（オスナブリュック - ヴィルヘルムスハーフェン）が利用できる。南側の最寄り駅はオスナブリュック・アルトシュタット駅である。ヴァレンホルスト町内からオスナブリュックへ行くすべてのバス路線はこの駅を経由するが、停留所の名前は、駅名とオスナブリュックのハーゼトーアに位置することにちなんで「ハーゼトーア/バーンホーフ・アルトシュタット」である。ここでは RE 18号線、RB 58号線、RB 61号線（バート・ベントハイム - ビーレフェルト）に乗ることができる。この隣の駅がオスナブリュック中央駅である。オスナブリュック方面行きのバスのほとんどがこの駅にも停車する。ここではさらに多くのローカル列車や広域列車を利用することができる。

#### 航空
約 45 km 離れたグレーヴェンにミュンスター＝オスナブリュック国際空港があり、アウトバーンA1号線で直接行くことができる。オスナブリュック内市街 - オスナブリュック国際空港間の急行バス路線 X150号線がある。

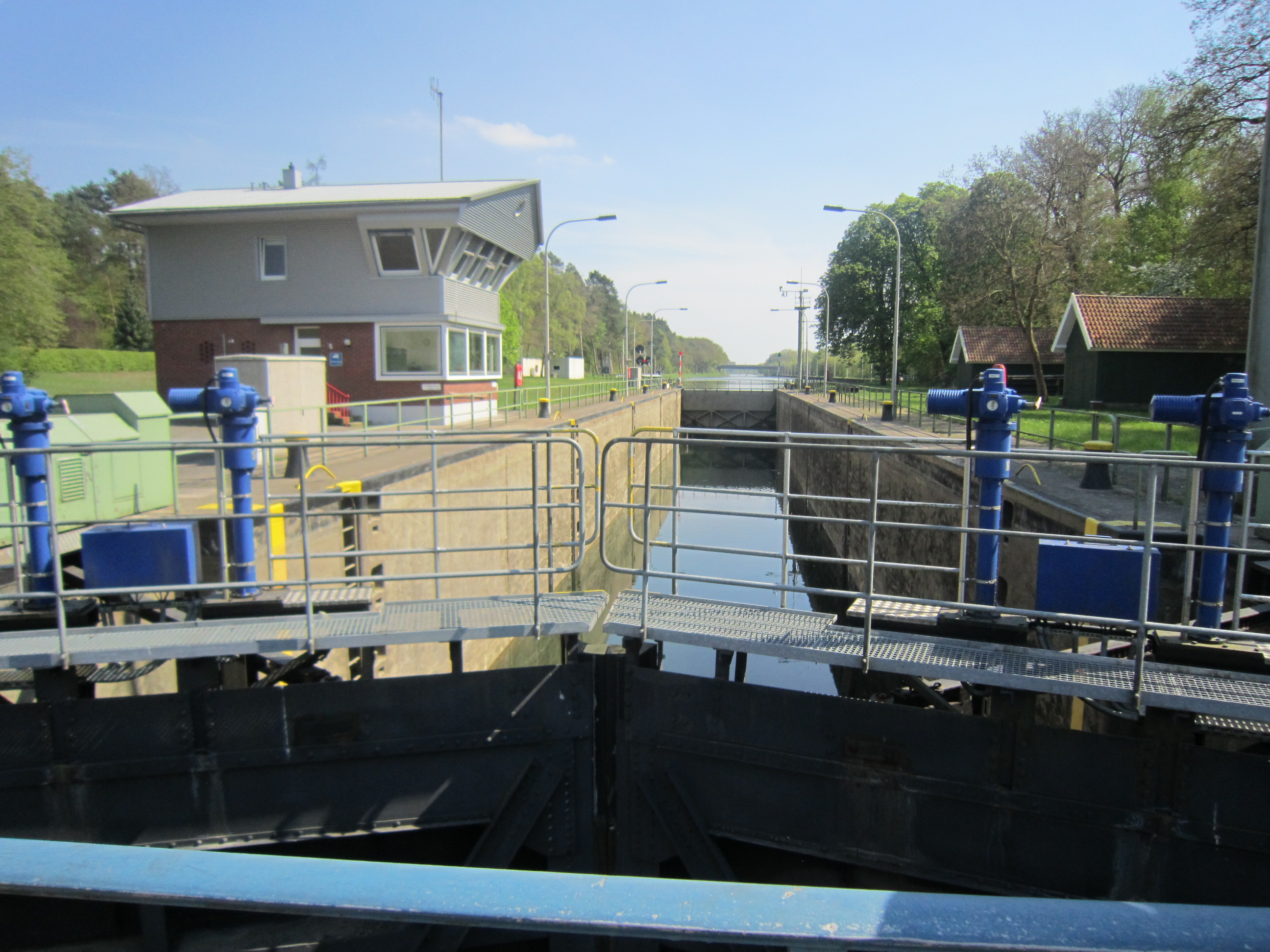
ホラーゲ堰

#### 船舶
ヴァレンホルストの西に、1910年から1915年に建設されたオスナブリュック・シュティヒ運河がハーゼ川と並行して通っている。この運河はオスナブリュック分岐運河とも呼ばれる。ヴァレンホルスト町内にはこの運河にヨット港とホラーゲ堰が設けられている。この運河は、貨物船やレジャー船に利用されている。ホラーゲ堰からミッテルラント運河とシュティヒ運河との合流点までは、夏の半年間週末に定期船が運航している。